# 꾼라웃 위팃산
꾼라웃 위팃산(태국어: กุลวุฒิ วิทิตศานต์, 2001년 5월 11일 ~ )은 태국의 배드민턴 선수이다. 

## 경력
2023년 세계 선수권 대회에서 금메달을 획득해 현재 남자 단식 세계 챔피언이다. 또한 2017년, 2018년, 2019년에 세 번이나 세계 주니어 챔피언을 차지했다. 세 게임을 길게 플레이하고 항상 마지막에 승리해야 하는 그의 플레이 스타일 때문에 "3 게임 신"(Three-Game God)이라는 별명을 얻었다.
꾼라웃은 같은 분야에서 세계 주니어 타이틀을 3회 우승한 랏차녹 인타논 및 천칭천과 함께 세 번의 세계 주니어 선수권 대회 타이틀을 획득한 최초의 남자 단식 선수가 되었다. 2019년 아시아 주니어 선수권 대회에서 금메달을 획득했으며, 이전에는 2018년 은메달, 2017년 동메달을 획득했다. 꾼라웃은 2018년 하계 청소년 올림픽에 참가했으며, 오메가 팀의 일원으로 혼합 단체전에서 은메달을 획득했다. 2020/2021 에디 충(Eddy Choong)의 가장 유망한 선수로 선정되었다.
시니어 부문에서 꾼라웃은 2022년 세계 선수권 대회에서 은메달을 획득했고, 다음 해에는 2023년 세계 선수권 대회에서 금메달을 획득했다. 그는 남자 단식 부문에서 세계 선수권 대회 타이틀을 획득한 최초의 태국 선수가 되었다. 위팃산은 2021 SEA 게임에서 금메달을 획득했다. 2023년 6월에 세계 3위라는 통산 최고 기록을 달성했다.
꾼라웃은 2024년 파리 올림픽에서 은메달을 획득하며 뜻깊은 이정표를 세웠고, 그 과정에서 중국의 시우기를 물리치고 결승에 진출했다. 그는 결국 금메달 결정전에서 덴마크의 빅토르 악셀센에게 승리했다. 이로써 태국 최초의 올림픽 메달리스트 배드민턴 선수가 되었다.